# Panik im Tokio-Express
Panik im Tokio-Express (jap. 新幹線大爆破, Shinkansen Daibakuha, dt. „Großexplosion im Shinkansen“) ist ein japanischer Katastrophenfilm der Tōei von Jun’ya Satō aus dem Jahr 1975. Alternativtitel ist Killer Train.

## Handlung
Am späten Vormittag geht ein Anruf bei der JNR in Tokio ein. Am anderen Ende meldet sich der Erpresser Okita, der mehrere Millionen Dollar Lösegeld fordert. Entsetzen breitet sich unter den Verantwortlichen aus, nachdem klar wird, dass der Mann im Shinkansen Hikari 109 von Tokyo nach Hakata eine Bombe versteckt hat, deren Zünder reagieren wird, sobald sich die Geschwindigkeit des Zugs auf unter 80 km/h verlangsamt. Um zu demonstrieren, dass er es ernst meint, hat der Erpresser einen Güterzug mit einer ähnlichen Bombe versehen, die dann auch explodiert. 1500 Passagiere, darunter auch eine schwangere Frau, sind in Gefahr, und die Polizei sowie Zugführer Aoki und der Fahrdienstleiter Kuramochi haben nicht mehr lange Zeit, die Katastrophe zu verhindern.

## Bemerkungen
Die Besetzungsliste des „recht spannend gemachten Filmes“ liest sich wie ein Who-is-Who des japanischen Films der 70er Jahre. Sogar einige kleine Nebenrollen wurden mit Stars besetzt, so dauert z. B. Etsuko Shihomis Auftritt nur 20 Sekunden, sie spielte eine Telefonistin.

## Veröffentlichungen
Der Film kam unter dem Titel im Verleih der westdeutschen Constantin Film und mit einer Laufzeit von 90 Minuten (Originalfassung 150 Minuten) am 25. Juni 1976 in die Kinos der BRD. In der DDR war er unter demselben Titel zu sehen.
Es existieren verschiedene Kauf-Fassungen mit unterschiedlichen Titeln:
- Panik im Tokio-Express (8mm Heimfilm, 2-tlg. mit insgesamt 40 Minuten Laufzeit / 1. deutsche VHS-Fassung von VMP-Video mit 94 Min. Laufzeit)
- Killer Train (2. deutsche VHS/DVD-Fassung – wie Kinofassung, ca. 90 Min. Laufzeit)
- The Bullet Train – Shinkansen Daibakuha (ungeschnittene japanische Kino-Fassung, nur mit deutschem Untertitel erhältlich)

## Sonstiges
Einer der japanischen Kinotrailer für den Film enthält Szenen, welche im Film nicht zu sehen waren:
- Die Auftritte von Etsuko Shihomi und Yumi Takigawa im Film dauern nur ein paar Sekunden. Da sie aber, wegen ihrer hohen Popularität, im Trailer zu sehen waren, wurden Szenen aus anderen Filmen verwendet.
- Bei Shinichi Chiba wurden andere Aufnahmen verwendet, um die Spannung zu erhalten, in welcher Rolle er zu sehen sein würde. Im Film spielt er den Zugführer Aoki, welcher durchgehend eine Eisenbahner-Uniform trägt. Im Trailer jedoch sah man ihn in einem schwarz-weißen Jackett und einer roten Krawatte. Diese Szene stammte ebenfalls aus einem anderen Film.

Die Außenaufnahmen, die vom Shinkansen für diesen Film gemacht wurden, landeten bei Toei im Archiv und wurden für die Bahnpolizei-Fernsehserie Shinkansen Kōankan (新幹線公安官, dt. „Shinkansen-Bahnpolizei“), welche von 1977 bis 1978 auf TV Asahi ausgestrahlt wurde, teilweise wiederverwendet. In dieser Serie haben die Schauspieler Akira Oda und Tomoo Nagai, welche auch in Panik im Tokio-Express mitspielten, jeweils einen Gastauftritt.
Japanese National Railways lehnte trotz des enormen Staraufgebots eine Unterstützung des Projektes ab. Man wollte den Shinkansen nicht im Zusammenhang mit Bombendrohungen und Explosionen sehen. Schließlich wurde mit einem aufwendigen 1:1 Nachbau sowie mit Modellzügen gedreht.
Der Film diente als Vorlage für den 1994 gedrehten Actionfilm Speed von Jan de Bont. 
2025 wurde mit Bullet Train Explosion eine Fortsetzung veröffentlicht, die Bezug auf den Shinkansen Hikari 109 nimmt.